# راران
راران هي قرية في مقاطعة أصفهان، إيران. عدد سكان هذه القرية هو 2,032 في سنة 2006.